# Водолагівка
Водола́гівка — село в Україні, у Кобеляцькій міській громаді Полтавського району Полтавської області. Населення становить 106 осіб.

## Географія
Село Водолагівка знаходиться за 1,5 км від села Канави.

## Історія
12 червня 2020 року, відповідно до розпорядження Кабінету Міністрів України № 721-р «Про визначення адміністративних центрів та затвердження територій територіальних громад Полтавської області», село увійшло до складу Кобеляцької міської громади.
19 липня 2020 року, в результаті адміністративно - територіальної реформи та ліквідації Кобеляцького району, село увійшло до складу новоутвореного Полтавського району Полтавської області.

## Населення

### Мова
Розподіл населення за рідною мовою за даними перепису 2001 року:
| Мова       | Кількість | Відсоток |
| ---------- | --------- | -------- |
| українська | 105       | 99.06%   |
| російська  | 1         | 0.94%    |
| Усього     | 106       | 100%     |